# Avenida Circunvalación (Barranquilla)
La avenida Circunvalación o Circunvalar Alberto Pumarejo es una autopista que bordea el costado occidental de Barranquilla. Está integrada con la Vía 40 y la calle 30, conformando un anillo vial que facilita el tráfico de vehículos, el transporte de mercancías, el acceso al aeropuerto Ernesto Cortissoz y el desarrollo de la ciudad, así como la conexión con otras ciudades de la región Caribe y el país.

## Características
La avenida Circunvalación fue construida a principios de los años 1980. Fue ampiada entre las avenidas Murillo y Cordialidad durante la alcaldía de Guillermo Honigsberg (2004-2007). Recibió el nombre del dirigente político Alberto Pumarejo en 2009.
Tiene una longitud de 19 kilómetros. La mayor parte de la avenida está construida en concreto asfáltico, y cuenta con tramos en concreto rígido.

### Carriles

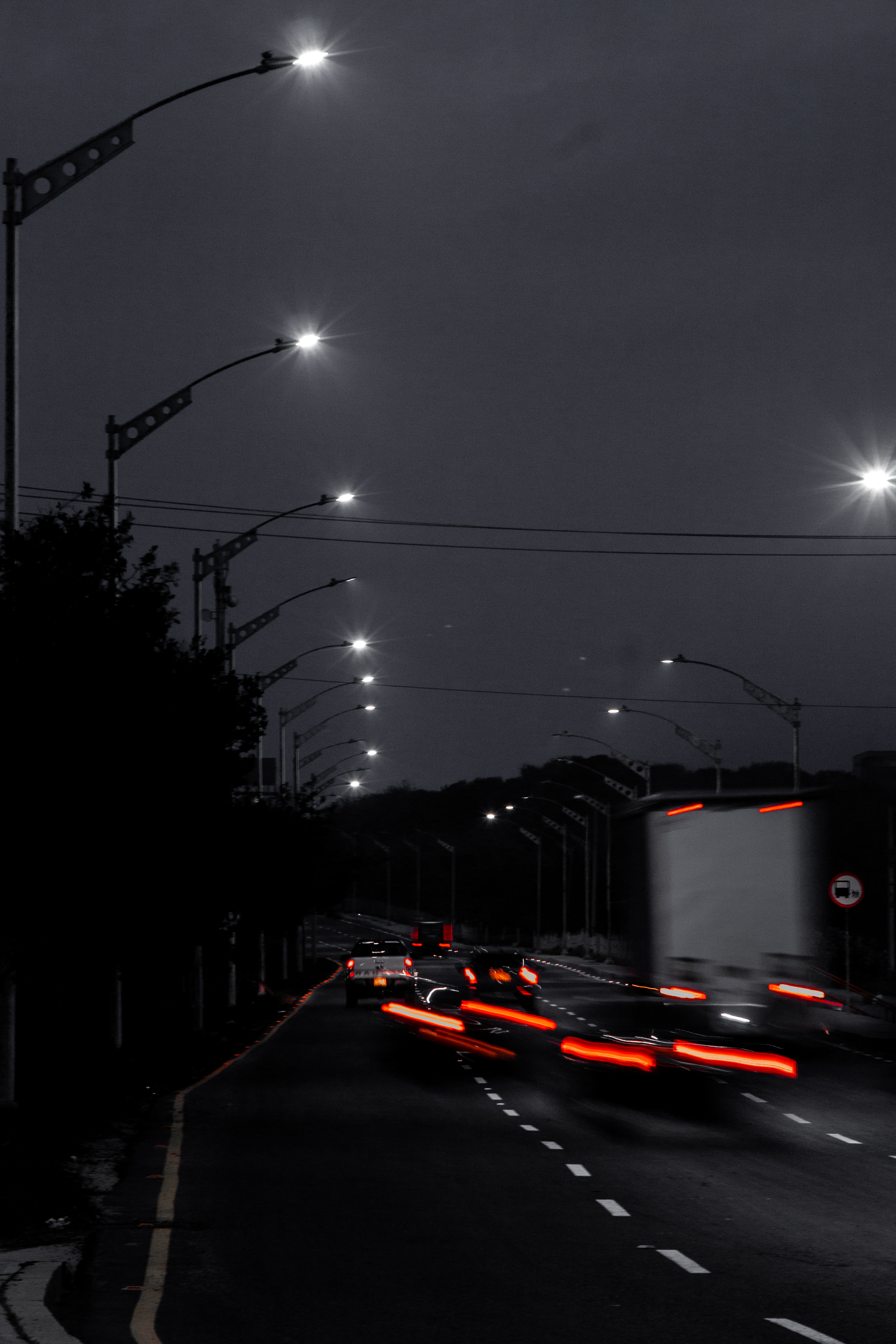
Avenida Circunvalar

La vía consta de dos calzadas, cada una de 3 carriles en concreto asfáltico en su mayor parte, y agunos tramos en concreto rígido. Las calzadas están divididas por un separador central de ancho variable, que puede ser de concreto o zona verde. 
De la carrera 27 hasta la carrera 38 la vía tiene 3 carriles principales y 2 carriles secundarios en cada sentido, para un total de 10 carriles.

### Controversias

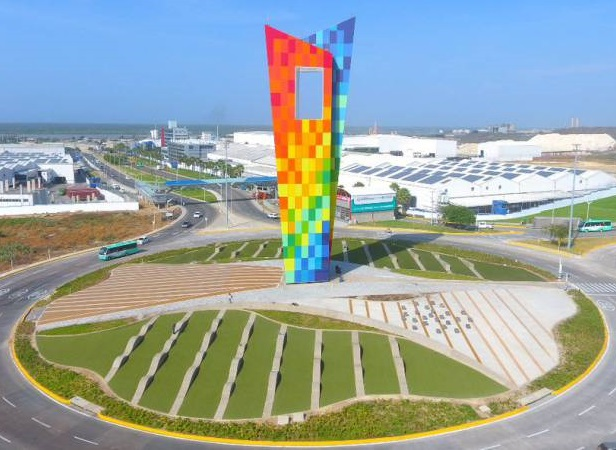
Monumento Ventana al Mundo en la Circunvalación, cerca de su intersección con la Vía 40.

En 2017, tras dar a conocer el proyecto de ampliación de la Circunvalar, el alcalde Alejando Char mostró un render de la avenida con 10 carriles. La orden de inicio se dio el 25 de abril de 2018 con un plazo inicial del 31 de diciembre, sin embargo las obras de la carretera se atrasaron 3 años y medio. El proyecto de ampliación empezó con un costo de 68.000 millones de pesos y en 2022, el proyecto tenía un valor acumulado de 70.000 millones de pesos. Las obras se empezaron a entregar en junio de 2023, con una ampliación notable pero no terminada al 100%.

## Circunvalar de la Prosperidad
La Circunvalar de la Prosperidad es una autopista de cuarta generación (4G) que forma parte del proyecto vial Cartagena-Barranquilla. Parte en la glorieta Adela de Char en el barrio Las Flores hasta el municipio de Malambo. Tiene un trazado similar al de la Circunvalar, pero corre fuera del perímetro urbano de Barranquilla. Tuvo una inversión de COP 30.000 millones y fue inaugurada en 2021. Son 82 km de vía en doble calzada.